# Stockros
Stockros (Alcea rosea eller Althea rosea) är en blomväxt, populär som prydnadsväxt. Den tillhör familjen malvaväxter (Malvaceae) och kommer ursprungligen från sydöstra Kina men introducerades under 1400-talet i Europa, möjligen först via de Egeiska öarna.
Stockrosen är två- till flerårig och högväxt, kan bli upp till 3 meter hög. Kronbladen kan bli upp till fem centimeter långa och de kan vara vita, gula eller rosa till mörkt purpurröda. Ståndarröret är kalt och femkantigt. Stockrosen blommar från juli till september.

## Synonymer
För vetenskapliga synonymer, se Wikispecies.

## Galleri

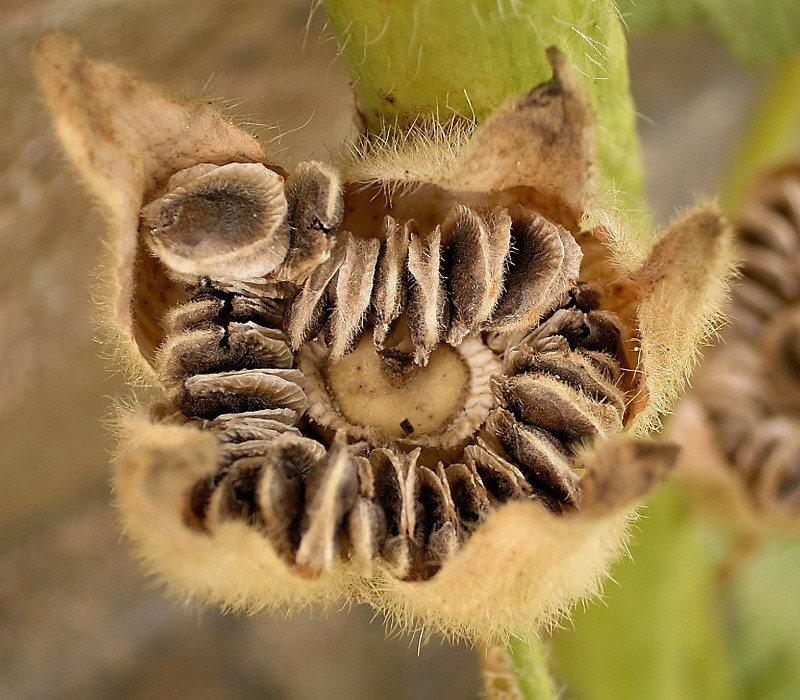
Stockrosens frö.
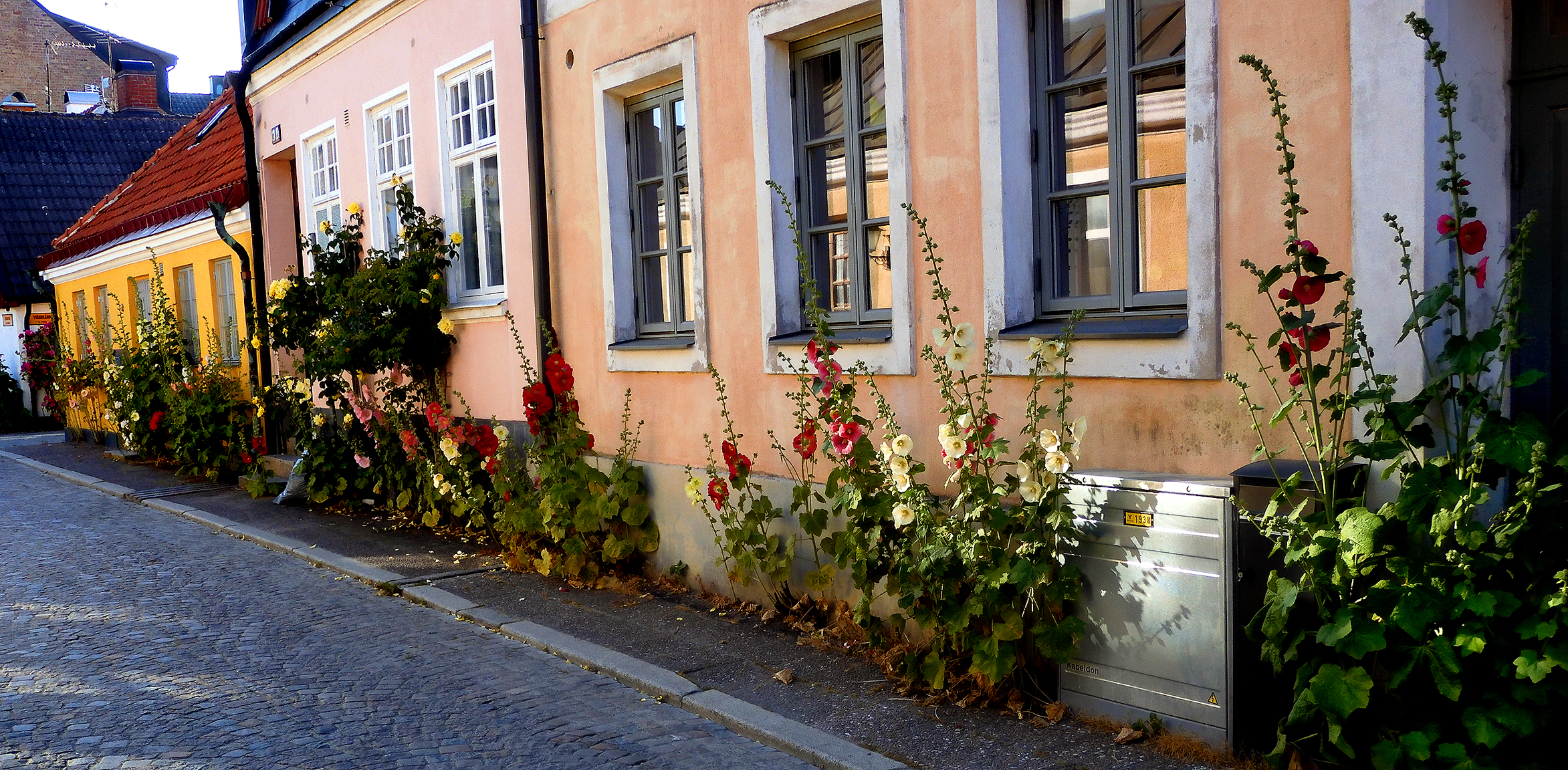
Stockrosor i centrala Ystad.